# 瓦格哈姆拉地區
瓦格哈姆拉地區（Wag Hamra）是埃塞俄比亞阿姆哈拉州的10個地區之一，面積8,329.70平方公里，南臨北沃洛地區，西南面是南貢德爾地區，西面與北貢德爾地區接壤，北面和東面是提格里州。根據埃塞俄比亞中央統計局2005年的資料，瓦格哈姆拉人口約375,600，其中男性187,915人，女性187,685人，5.4%居民住在市區，人口密度為每平方公里45.09人。99.6%居民信奉埃塞俄比亞正教會。